# Societat del risc
La societat del risc o societat de risc és una teoria sociològica que analitza els riscos que pren la societat industrial en un context de modernització. El terme fou creat pel sociòleg alemany Ulrich Beck i també anomena al seu llibre, La societat del risc: cap a una nova modernitat, que va escriure durant la dècada de 1980.

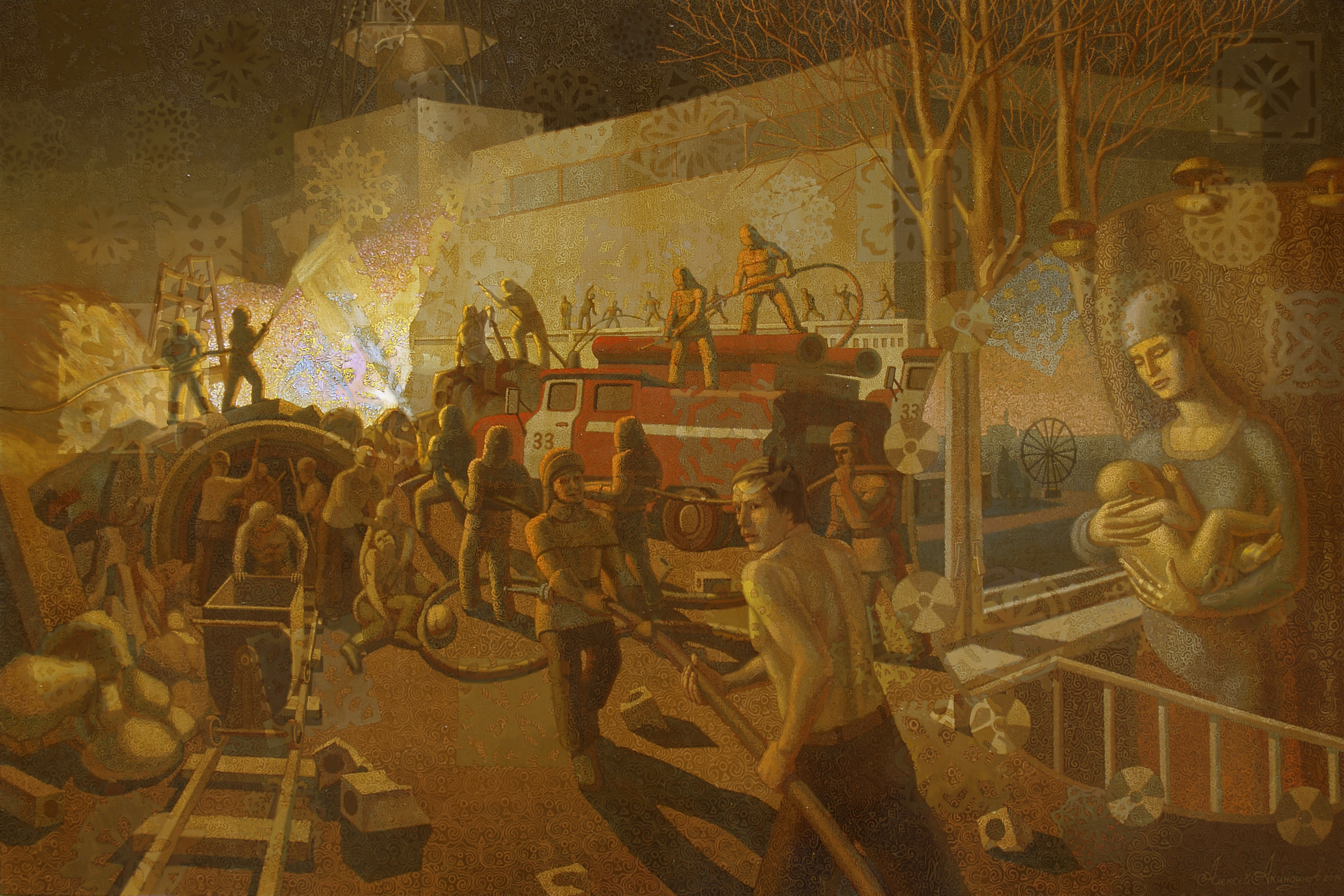
Alexey Akindinov. Chernobyl. Last day of Pripyat. 2013-2014

La societat del risc es crea a partir d'una transformació estructural en la qual els conflictes socials ja no es relacionen amb la distribució de la riquesa, sinó amb la distribució dels riscos, confrontant la modernitat amb les mateixes accions. És la transformació de la societat industrial a la modernització, aclareix Ulrich Beck: en la continuïtat dels processos de modernització més tard o més prompte comencen a superposar-se les situacions i conflictes socials d'una societat "repartidora de riquesa" amb les d'una societat "repartidora de riscos".
Per societat del risc s'entén una fase de desenvolupament de la societat moderna en la qual:
"... els riscos socials, polítics, econòmics i individuals tendeixen cada vegada més a escapar a les institucions de control i protecció de la societat industrial".
L'autor que es va encarregar de reformular aquesta teoria va ser Anthony Giddens, per tal que la població prengui consciència mediambiental. Segons el sociòleg britànic Anthony Giddens, una societat de risc és "una societat cada vegada més preocupada pel futur (i també per la seguretat), cosa que genera la noció de risc". Aquest enfocament de la societat del risc tracta principalment de la producció i transformació dels riscos i dels intents de la societat de transformar el futur, el que fa que aquest futur sigui més arriscat.

## Risc
S'entenen els riscos, no només com les conseqüències de l'aprofitament de la natura, sinó, essencialment com els problemes que deriven del desenvolupament tècnic-econòmic en un període de globalització creixent. En paraules d'Ulrich Beck: "Són riscos de la modernització". La nova estructuració social comporta una individualització de la desigualtat social. Prenen importància els riscos derivats del desenvolupament: els de caràcter ecològic amb conseqüències socials, polítiques i culturals.
Segons Beck, el risc –entès com a dany futur derivat de decisions presents– no és, en definitiva, alguna cosa nova, exclusiu de la modernitat. Només, des d'aquest punt de vista, els riscos, efectivament, pareixen haver existit sempre. Per tenir un concepte de risc, no n'hi ha prou en diferenciar-lo de tot allò que no es considera risc (cases, finestres, miracles, etc.), sinó que és necessari saber que es troba a l'altre costat d'aquest concepte. Per una banda, està la distinció "risc / seguretat", aquesta dicotomia constitueix la forma del concepte de risc, ja que la seguretat és l'antònim del risc. Així, tot el que no és segur es considera riscós i viceversa. Per l'altra banda, pot definir-se el risc a partir de la forma "risc / perill". En paraules de Luhmann, aquesta distinció: "suposa (i així es diferència, precisament, d'altres distincions) que existeix inseguretat en relació amb danys futurs. Es presenten, llavors, dos possibilitats. Pot considerar-se que el possible dany és una conseqüència de la decisió, és a dir, s'atribueix a la decisió. Aleshores, parlem de risc i, concretament, del risc de la decisió o bé, es jutgi que el possible dany és provocat en forma externa, és a dir, se li atribueix a l'entorn. En aquest cas parlem de perill". Per aquest autor, el perill es converteix en risc quan la societat és conscient d'aquest determinat perill i, per tant, pot prendre la decisió de tenir possibilitats de patir aquest risc o no.

## Modernització Reflexiva
Segons Beck, la Modernització Reflexiva suposa la existència d'una possible (auto) destrucció de tota una època: la de la societat industrial. Reflexiva fa referència al significat d'autoconfrontació, per tant, modernització reflexiva significa l'autoconfrontació amb els efectes de la societat del risc que no poden formar part dins del sistema de la societat industrial.
La Modernització Reflexiva es basa en tres supòsits: la societat del risc, la individualització com a forma social i la reflexió. Aquest terme sorgeix a partir de l'autodestrucció de la societat industrial passant a la postmoderna o de modernització, on deixa de banda els efectes de la societat del risc dintre de la societat industrial. És, en aquest període, on l'home s'adona dels riscos i perills i reflexiona i racionalitza de forma coherent sobre les seves accions i on s'esdevé un enfrontament amb els efectes de la modernització. La societat actual s'associa amb la figura de "l'home postmodern", caracteritzat per la instantaneïtat, soledat i l'excessivitat i basat a complir els seus interessos sense tenir en compte els dels plurals, on tenir és més important que ser. La modernització reflexiva sembla estar produint un nou tipus de capitalisme, de treball, d'ordre global, de societat, de naturalesa, de subjectivitat, de vida quotidiana i d'estat.

## Subpolítica
La societat moderna desconfia de la ciència i la política i sent la necessitat de mobilitzar-se per formar part de la presa de decisions riscoses. La ciència ja no aporta seguretat a les persones i l'emergència d'aquesta subpolítica augmenta la importància dels moviments en àmbits extraparlamentaris.
La subpolítica consisteix en l'organització de la societat des de baix, l'Estat deixa de ser l'eix central. Perden importància les pràctiques polítiques tradicionals i els agents que les promouen. Deixa d'existir únicament el poder central.

## L'Educació en la Societat del Risc
El saber, la informació i la capacitat d'utilitzar-la es converteixen, avui en dia, en unes armes molt poderoses pel desenvolupament, tant social, com personal. L'educació, davant d'aquest tipus de societat, ha d'acceptar la missió de potenciar i donar noves habilitats i capacitats que permetin a la persona una anticipació als canvis d'una possible intervenció social, personal o tecnològica. La persona també ha de ser capaç d'aconseguir temps i espai per poder trobar millors solucions davant d'un problema o d'un perill. S'ha de mantenir en un estat d'alerta i ser molt crític amb la societat en la qual intervé.
Luhmann considera que la noció de progrés i la divisió social, pròpia de l'educació moderna, van marcar el vincle dels sistemes educatius i econòmics, ja que l'economia capitalista es va veure forçada a adquirir del sistema educatiu i no de la naturalesa les capacitats humanes necessàries per al treball industrial. A causa d'aquest vincle, l'educació i l'economia es regeixen, tant en el nivell quantitatiu com a qualitatiu, per la lògica econòmica pròpiament dita. Aquesta vinculació va enfortir la insuficiència dels models educatius de fonamentació moral, idealista i normativa.
La societat del risc i el liberalisme estan dintre de l'aula i tenen el potencial d'envair la classe. L'educació ha estat persuadida a través dels grans relats de l'estat-nació, la industrialització, el creixement, el progrés i el desenvolupament. La societat del risc i la individualització reforcen en l'educació cada vegada més aquesta responsabilitat individual i l'autonomia. L'individu no és lliure de fer la seva elecció, en canvi, està obligat a triar dintre de circumstàncies altament limitades. Per aquestes raons, la millora de les oportunitats de vida sota les condicions de la societat del risc ja no està lligada al desenvolupament social o comunitari, sinó en la cerca individual de l'educació. Per tant, els riscos d'assistir i no assistir a la universitat recauen sobre el propi l'individu. Això ha d'analitzar-se també, dintre d'un context de desigualtat associat amb l'assoliment de l'educació i la capacitació, juntament amb la realitat del treball precari i la desigualtat de les oportunitats de vida.
La qüestió decisiva per a l'educació contemporània és comprendre què conseqüències teòriques i pràctiques es deriven que la situació educativa romangui en un estat de dèficit tecnològic, en un context on les demandes socials per l'educació s'incrementen i diversifiquen. El que s'ha d'esclarir, llavors, és quines són les derivacions funcionals del sistema educatiu en el context de la societat postmoderna i postradicional.
Els conflictes inherents a la individualització, la societat del risc i el canvi accelerat i els seus efectes col·laterals latents, fa temps, van ingressar a les aules. La violència domèstica, la descomposició de la família tradicional, la violència masclista, la legitimació creixent en la nostra cultura de la violència per la violència, l'abandó i l'abús sexual infantil, la diversitat d'arranjaments familiars, la pressió del món del treball, l'avanç vertiginós de les noves tecnologies de la informació i la comunicació, l'impacte de la globalització als països i sectors socials més pobres i vulnerables, les addiccions, la destrucció de la naturalesa a escala planetària, els perills inherents al canvi climàtic i la creixent inequitat mundial en la distribució de l'ingrés, només per esmentar alguns dels problemes socials més urgents, obliguen a l'educació a replantejar-se des dels seus fonaments, en tant institució clau en el nou context social. Prova d'això són les preocupacions i temàtiques dels últims fòrums i conferències mundials sobre educació, en particular, el Fòrum sobre l'Educació de Dákar. 
L'educació ha de permetre el pensament crític, reflexiu, creatiu i socialment responsable, que faci factible una reorientació de l'economia globalitzada i redirigint cap a formes menys autodestructives i inequitatives en els nivells personals, socials, econòmics, polítics i ecològics. Des del punt de vista de la teoria de la modernitat reflexiva, això suposa que l'educació ha de tenir un paper explícit en el procés d'administració de la fase industrial en extinció, en suplir espais d'estabilitat i certitud en un context on imperen la inseguretat i la falta d'equilibri, especialment per a nens, nenes i joves. Superar la visió tecnocràtica de la pedagogia que va imperar al llarg del segle XX sembla el principal repte de l'educació en l'era de la modernitat reflexiva. L'educació com a institució del futur haurà d'atendre les necessitats socials de la modernitat reflexiva d'avui: la societat del risc, la individualització com a forma social i, la reflexió i la reflexivitat.

## Poder, saber i risc
En totes les cultures, els sabers, les visions que unifiquen el món parteixen de la por a la mort. Aquests sabers són els que donen seguretat a la població. L'aparició de nous coneixements o sabers més concrets disminueixen o fan desaparèixer la seguretat. Hi ha diversos exemples de teories que trenquen amb idees que han donat aquesta seguretat a part de la població, com han estat els casos de Copèrnic, amb la teoria corroborada que la Terra no és el centre de l'univers i de Darwin i la teoria del descendiment del mico.
La preocupació que sorgeix per conèixer és paral·lela amb l'impuls per accedir al poder que, al mateix temps, proporciona seguretat a la societat, possibilitant la transformació. En l'actual societat capitalista, el poder finança l'obtenció del saber i, com a conseqüència, la seguretat està en mans del poder. Així, el risc es troba en la pèrdua de poder o la falta d'aquest. L'ansietat que sorgeix per l'impuls de conèixer apareix també en l'impuls per accedir al poder, perquè és el que ens dona seguretat.
Això indueix a considerar que la societat actual moderna es troba en risc per les accions d'aquells que mantenen l'hegemonia del poder. El risc de perdre el poder posa en risc a aquell que es consideri l'enemic. D'aquesta, forma són els posseïdors del poder els que posen en risc la societat i, particularment, els seus subjectes més dèbils. Els territoris ocupats del poble palestí i les agressions que han patit en són uns exemples.

## Gènere i risc
L'enfocament del risc social enllaçat amb les relacions, existents actualment, entre dones i homes, dins i fora de la família, aborda la temàtica del gènere, analitzant el paper de la dona, la qual, a causa dels canvis experimentats en la vida actual, és cada vegada més autònoma i independent, fet que pot representar un risc real per a les relacions de família.
Generalment, la categoria de "societat de risc" és una construcció social formada per complir determinades funcions que, caldria analitzar i aprofundir. Aquest plantejament és molt important, ja que el gènere en si (femení o masculí) també és una construcció social. La dualitat entre home i dona ens fa veure l'un i a altra com a éssers amb característiques físiques, intel·lectuals i sentimentals oposades o diferents, que deixen en una posició de regalia a moltes dones que han tingut la possibilitat d'escollir el què desitgen o el què més els convé. Això evidencia que la desigualtat entre gèneres segueix sent evident.
Així i tot, el moviment feminista evidencia la situació en què dones i nenes han viscut i viuen en l'actualitat. Volen fer consciència de les desigualtats que segueixen existint i que s'aguditzin, fet que posa al descobert els riscos que, quasi la meitat de la població, pateix pel fet de ser dona.
Alguns exemples proposats per Charlotte Bunch, partint de la violència de gènere, són que a Àsia occidental i meridional, la Xina i l’Àfrica septentrional, han desaparegut seixanta milions de dones per la discriminació de gènere. Alhora també, se suma al problema d'aquests països la mortalitat infantil que juntament amb Indonèsia, és summament elevada superant el 43% de mortalitat infantil en el continent asiàtic.
Als Estats Units una dona és agredida físicament per la seva parella cada nou segons; cada any són assassinades més de cinc mil dones hindús; en alguns països d'Orient Mitjà i d'Amèrica Llatina, els marits poden matar a les seves dones «infidels», «desobedients» i «obstinades» sense ser delicte, a Bangladesh esventen àcid a la cara de les dones quan rebutgen  o ignoren algun pretendent; mutilen els genitals d'aproximadament dos milions de nenes, i a Àsia més d'un milió de nenes es prostitueixen per obligació. No va ser fins fa ben poc que la violació de tipus sexual ha estat considerada un crim de guerra.
Per concloure, s'afirma que si continua la transformació en la relació entre homes i dones és probable que la família, tal com la coneixem actualment, desaparegui i els individus hagin d'enfrontar-se a una vida solitària.

## La família en la Modernització Reflexiva
Al llarg del segle xx, fins avui, a Occident s'afavoreix la participació de la dona en la vida política, social, científica i econòmica, però això ha incidit en canvis profunds en l'estructura familiar tradicional i en els rols establerts des de llavors per a les dones. El desencadenament d'esdeveniments no previstos i no desitjats, vinculats a l'increment en els drets de les dones, quant a les seves funcions en la trama social tradicional, van provocar una fallida en les premisses de la família, les relacions de parella, la maternitat, el treball femení i els drets i desitjos de les dones.
Ulrich Beck, Elisabeth Beck-Gernsheim i Anthony Giddens tracten la problemàtica de la família en el context de la modernitat reflexiva. Per això, exploren les possibilitats de l'amor de parella en l'era de la individualització i, en conseqüència, de l'amor com a fonament d'expectatives individuals, la satisfacció de les quals queda determinada pel desig, interès i interessos d'un altre.
Amb el trencament de l'estructura de la família tradicional i de les xarxes de suport que, s'articulaven entorn d'ella, en termes de valors i mandats socials, l'espai de seguretat afectiva, sexual i material de la família, en els nostres dies, es restringeix a la relació de la parella. La violència social creixent que experimentem en la societat occidental té a veure, segons aquests autors, amb la dificultat per estimar i ser estimats que sentim en l'era de la individualització, la reflexivitat i la reflexió. Per aquesta raó, l'amor com a experiència crucial de la vida humana i la família com a context de “seguretat existencial” són temes d'anàlisi obligatòria per a la teoria de la modernitat reflexiva.
La institució del matrimoni conviu en els nostres dies amb el divorci acceptat socialment i protegit com un dret a través de la institució jurídica. En aquesta evolució de l'arranjament familiar es va passar del “matrimoni per a tota la vida” al “matrimoni per mutu acord”, on ambdues parts tenen l'opció de separar-se si així ho desitgen. Aquest canvi no és trivial, sinó que té profundes conseqüències socials i psicològiques.
Prenen com a model la definició tradicional de família, avui existeixen múltiples opcions de convivència "no familiars". Actualment coexisteixen diferents possibilitats d'unió de parella i configuració familiar que ofereixen un marge més ampli d'opcions als individus, amb tota la complexitat que això implica en els nivells social, legal i cultural. Les persones s'uneixen per intentar ser felices, sigui el que això signifiqui per a cadascun, i per tenir l'experiència d'estimar i ser estimades. Els autors apunten com a fet decisiu per a aquest canvi la incorporació creixent de la dona al món del treball i, per tant, la seva autonomia econòmica, perquè això ha tingut un profund impacte en l'ordenació de la nova família en la Modernitat i la Postmodernitat. En aquest procés, més enllà de l'autonomia econòmica, la dona va aconseguir independència com a individu; és a dir, va aconseguir l'estatus de “persona” i de “ciutadana” que li ha fet creditora –almenys en teoria–, d'igualtat de drets i deures respecte dels homes. Els homes són els grans perdedors davant aquests canvis, perquè les noves possibilitats de les dones en el que a autonomia econòmica i jurídica es refereix limiten i reverteixen en forma accelerada privilegis derivats de mil·lennis de vigència de la tradició patriarcal. De tenir tots els drets i llibertats sexuals i patrimonials, s'han vist seriosament amenaçats per les exigències legítimes de les dones quant a la seva gratificació sexual, afectiva, laboral i personal, i al dret a la conquesta i exercici del poder polític i econòmic.
Beck i Beck-Gernsheim consideren que els principals factors del canvi estructural de la nostra societat són els següents:
- Els rols de gènere, on canvia la relació de desigualtat entre homes i dones que va donar peu a la societat industrial, a causa que va permetre processos de mercantilització incompleta perquè no reconeixen salarialment el treball femení.

- La dinàmica individualitzada, que ha permès una liberalització creixent de les adjudicacions tradicionals del gènere per la qual, cosa homes i dones s'orienten a buscar una “vida pròpia”, on puguin tenir marges prou amplis per realitzar els seus desitjos, expectatives i aspiracions personals.

- Per tot l'anterior, la família només és un lloc més on s'expressen els conflictes de la convivència i no la seva causa.

La tesi que plantegen els autors és que existeix un desfasament fonamental entre els supòsits de la modernitat i la seva realitat; és a dir, que:
"… la igualtat d'homes i dones no es pot aconseguir en estructures institucionals que pressuposin la desigualtat d'homes i dones. No podem ficar als nous éssers humans "rodons" en els vells calaixos "quadrats" del mercat laboral, el sistema professional, l'urbanisme, el sistema de protecció social, etc." 
Així doncs, el que s'ha d'ajustar a la realitat són les estructures socials i no al contrari, com ingènuament es pretén i espera.
Les contradiccions en la parella introduïdes per la nova estructura laboral, econòmica, política, social i cultural, són resultat de l'estructura dominant de valors obsoleta que esdevé dominant per la tradició, però això no impedeix que sigui permanentment desafiada per les noves dinàmiques del context actual. En aquest sentit la "destradicionalització" es torna una tendència inevitable, el propòsit de la qual és oferir noves possibilitats d'organització familiar i de parella més coherents amb les necessitats personals i col·lectives d'avui.

## El risc mundial
El risc en l'actualitat és indeterminat. Estar en risc és la manera d'estar i de governar en el món actual, estar en risc global és l'inici de l'ésser humà al segle XXI.
Actualment, en tot el món, els costums del passat han promogut amb antelació el tipus de risc basant-se amb el que és calculable i amb un cert control, però sense tenir present  que la calamitat sorgeix d'allò que no coneixem i que no podem computar. Les varietats del risc són múltiples i infinites; un exemple seria el fet que els estats restringeixen cada vegada més els drets i llibertats civils per tal de protegir la població del risc de terrorisme. Com a resultat final, la societat lliure, oberta, pot ser suprimida. Encara així, l'amenaça terrorista no és evitada fent-nos veure la ineficiència de les autoritats estatals.
Els riscos globals bolquen les fronteres nacionals i concentren el natiu amb l'estranger.
Des de l'instant en el qual el risc és viscut com a global, només hi ha tres respostes possibles: la desídia, la indolència o la transformació. La primera està assentada en la cultura moderna, la segona recorda al nihilisme postmodern i la tercera és el moment internacional de la societat del risc mundial.
Si prenem el concepte bàsic de risc global, en aquest cas parlarem de risc climàtic global, trobem que ja existeix una nova estructura de poder inserida dintre de la lògica d'aquest concepte. Això és perquè quan parlem de risc, primer hem de relacionar-ho a decisions i a qui pren les decisions. Hem de fer una distinció fonamental entre els qui produeixen el risc i els que es veuen afectats per ell. En el cas del canvi climàtic aquests grups de persones són completament diferents. Aquells que prenen les decisions no són responsables des de la perspectiva d'aquells que es veuen afectats pels riscos, i els que estan afectats no tenen cap forma real de participar en el procés de presa de decisions. Parlem d'irresponsabilitat organitzada.
El canvi climàtic no és solament canvi climàtic; és molt més. És una reforma de maneres de pensar, d'estils de vida i hàbits de consum, de dret, economia, ciència i política. Ja sigui que es presenti el canvi climàtic com una transformació de l'autoritat humana sobre naturalesa; com un problema de clima injust; pel que fa als drets de les generacions futures; o com una qüestió de política i comerç internacional; o fins i tot com una indicació de capitalisme suïcida. Els efectes secundaris del risc global, ja han alterat el nostre ésser al món, veient el món i imaginant i fent política.